# For Love or Money (film 2019)
For Love or Money (The Revenger: An Unromantic Comedy) è un film britannico del 2019 diretto da Mark Murphy. 

## Trama
Una storia d'amore da fiaba prende una svolta inaspettata quando Mark scopre che la sua bellissima futura sposa, Connie, ha effettivamente complottato contro di lui.

## Distribuzione
Il film è uscito negli Stati Uniti il 15 marzo 2019.